# غوردون بيفرلي ووكر
غوردون بيفرلي ووكر هو سياسي كندي، ولد في 22 مارس 1891 في كندا، وتوفي في 5 يوليو 1954 في كندا. حزبياً، نشط في إتحاد مزارعي ألبرتا ‏. وقد انتخب عضو الجمعية التشريعية ألبرتا.